# Доминирующее множество рёбер

Примеры доминирующих множеств рёбер.

В теории графов доминирующее множество рёбер (или рёберное доминирующее множество) графа G = (V, E) — это подмножество D ⊆ E, такое, что любое ребро не из D смежно по меньшей мере одному ребру из D. На рисунках (a)–(d) приведены примеры доминирующих множеств рёбер (красные рёбра).
Наименьшее доминирующее множество рёбер — это доминирующие множества рёбер с наименьшим размером. На рисунках (a) и (b) представлены примеры наименьших доминирующих множеств рёбер (можно проверить, что для данного графа не существует доминирующего множества из двух рёбер).

## Свойства
Доминирующее множество рёбер для графа G является доминирующим множеством рёберного графа L(G), и наоборот.
Любое максимальное паросочетание всегда является рёберным доминирующим множеством. На рисунках (b) и (d) представлены примеры максимальных паросочетаний.
Более того, размер наименьшего доминирующего множества рёбер равен размеру наименьшего максимального паросочетания. Наименьшее максимальное паросочетание — это наименьшее доминирующее множество рёбер. Рисунок (b) даёт пример наименьшего максимального паросочетания. Наименьшее доминирующее множество рёбер не обязательно является наименьшим максимальным паросочетанием, что иллюстрирует рисунок (a). Однако, если задано наименьшее доминирующее множество рёбер D, легко найти наименьшее максимальное паросочетание с |D| рёбрами (см., например, статью Михалиса Яннакакиса и Фаницы Гаврилы).

## Алгоритмы и вычислительная сложность
Определение, существует ли доминирующее множество рёбер заданного размера для заданного графа, является NP-полной задачей (а потому нахождение наименьшего доминирующего множества рёбер является NP-трудной задачей). Михалис Яннакакис и Фаница Гаврил показали, что задача является NP-полной даже для двудольного графа с максимальной степенью вершин 3, а также для планарного графа с максимальной степенью вершин 3.
Существует простой аппроксимационный алгоритм полиномиального времени с коэффициентом аппроксимации 2 — находим любое максимальное паросочетание. Максимальное паросочетание является доминирующим множеством рёбер. Более того, максимальное паросочетание M может быть вдвое больше по размеру наименьшего максимального паросочетания, а наименьшее максимальное паросочетание имеет тот же размер, что и наименьшее доминирующее множество рёбер.
Можно также аппроксимировать с коэффициентом 2 рёберно-взвешенную версию задачи, но алгоритм существенно более сложен.
Хлебиков и Хлебикова показали, что поиск с коэффициентом, лучшим (7/6), является NP-трудной задачей.